# (11968) Demariotte
(11968) Demariotte  es un asteroide perteneciente al cinturón de asteroides, descubierto el 12 de agosto de 1994 por Eric Walter Elst desde el Observatorio La Silla, en Chile.

## Designación y nombre
Demariotte se designó inicialmente como 1994 PR27.
Más adelante fue nombrado en honor al físico y químico francés Edme Mariotte (1620-1684).

## Características orbitales
Demariotte orbita a una distancia media del Sol de 2,7391 ua, pudiendo acercarse hasta 2,5883 ua y alejarse hasta 2,8899 ua. Tiene una excentricidad de 0,0550 y una inclinación orbital de 4,6848° grados. Emplea en completar una órbita alrededor del Sol 1655 días.

## Características físicas
Su magnitud absoluta es 13,6. Tiene 9,149 km de diámetro. Su albedo se estima en 0,077.